# Františka Skaunicová
Františka Skaunicová (15. března 1871 Řetová – 4. ledna 1923 Jevíčko), rozená Pávková, byla československá politička a poslankyně Národního shromáždění.

## Biografie
Vychodila měšťanskou školu v Ústí nad Orlicí. Působila jako sociální pracovnice, publicistka a organizátorka hnutí dělnických žen. Podle údajů k roku 1920 byla profesí obchodní zřízenkyní v Brně.
V parlamentních volbách v roce 1920 získala za Československou sociálně demokratickou stranu dělnickou poslanecké křeslo v Národním shromáždění. Později přešla do klubu Komunistické strany Československa. Po její smrti místo ní do poslaneckého křesla jako náhradník nastoupil Josef Konečný.

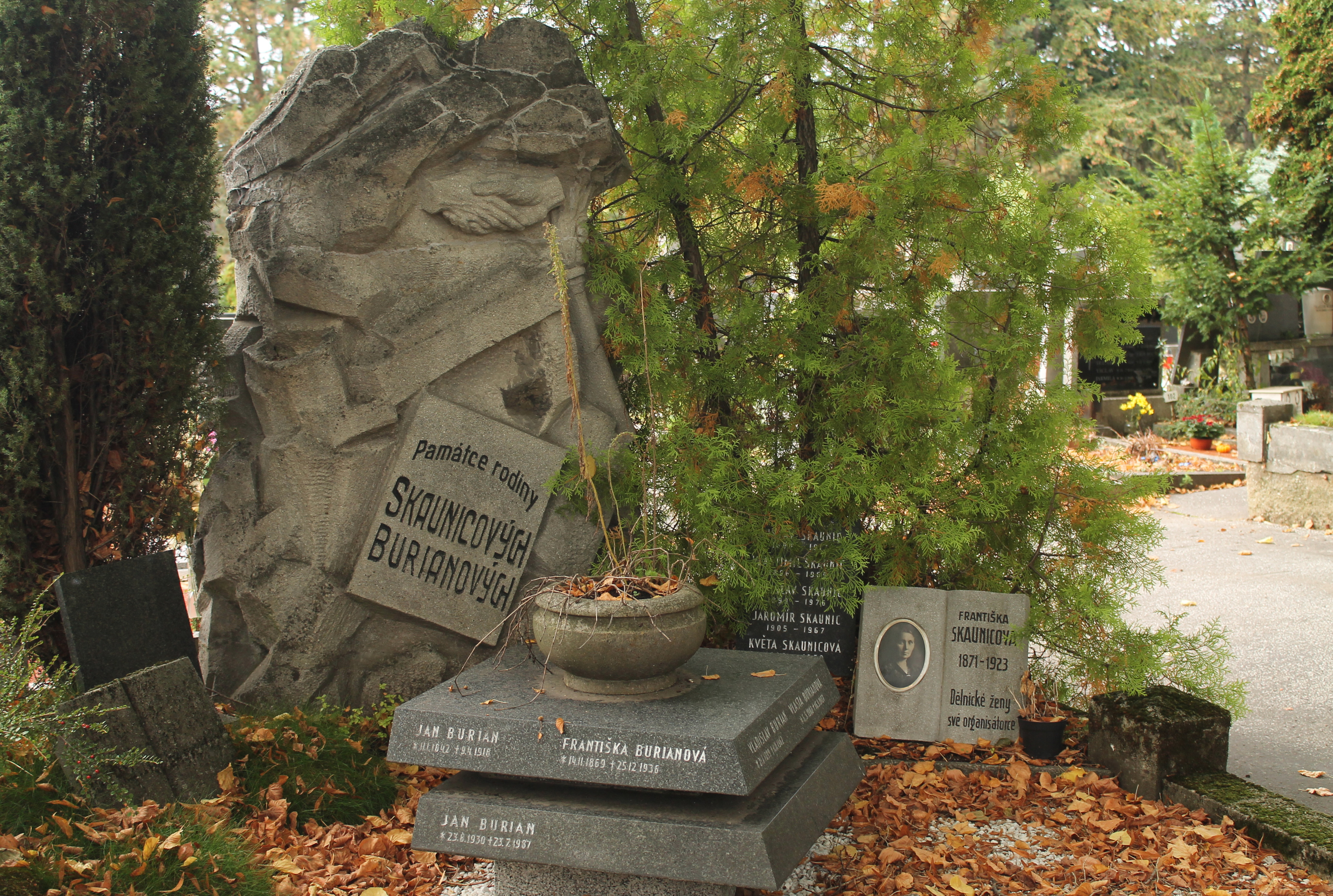
Hrob Františky Skaunicové na Židenickém hřbitově v Brně

Zemřela v lednu 1923 na plicní chorobu v sanatoriu v Jevíčku. Pohřbena je na Židenickém hřbitově v Brně.